# Mistrovství světa juniorů v ledním hokeji 2001
Mistrovství světa juniorů v ledním hokeji 2001 bylo 23. ročníkem Mistrovství světa juniorů v ledním hokeji. Konalo se v Rusku, v Moskvě a Podolsku od 26. prosince 2000 do 5. ledna 2001.

## Elitní skupina

### Stadiony
| Moskva                                                | Moskva                                               | Podolsk                              |
| ----------------------------------------------------- | ---------------------------------------------------- | ------------------------------------ |
| Malá sportovní hala Lužniki Kapacita: 8 700 14 zápasů | Palác sportu Křídla Sovětů Kapacita: 5 266 15 zápasů | Viťaz aréna Kapacita: 5 266 5 zápasů |
|                                                       |                                                      |                                      |

### Skupina A
| Tým           | Z | V | P | R | VG | IG | B |
| ------------- | - | - | - | - | -- | -- | - |
| 1. Česko      | 4 | 4 | 0 | 0 | 20 | 4  | 8 |
| 2. USA        | 4 | 3 | 1 | 0 | 21 | 8  | 6 |
| 3. Švédsko    | 4 | 2 | 2 | 0 | 13 | 8  | 4 |
| 4. Slovensko  | 4 | 1 | 3 | 0 | 10 | 15 | 2 |
| 5. Kazachstán | 4 | 0 | 4 | 0 | 4  | 33 | 0 |

| 26. prosince 2000 15:00 | USA | 9 – 1 (5–0, 1–0, 3–1) | Kazachstán | Palác sportu Křídla Sovětů, Moskva Návštěvnost: 800 |  |

| Report |

| 26. prosince 2000 18:30 | Švédsko | 1 – 2 (0–0, 0–1, 1–1) | Česko | Palác sportu Křídla Sovětů, Moskva Návštěvnost: 1,500 |  |

| Report |

| 27. prosince 2000 15:00 | Kazachstán | 1 – 9 (1–5, 0–2, 0–2) | Česko | Palác sportu Křídla Sovětů, Moskva Návštěvnost: 850 |  |

| Report |

| 27. prosince 2000 18:30 | Švédsko | 3 – 1 (1–0, 0–1, 2–0) | Slovensko | Palác sportu Křídla Sovětů, Moskva Návštěvnost: 1,200 |  |

| Report |

| 28. prosince 2000 18:30 | Slovensko | 2 – 7 (1–3, 1–2, 0–2) | USA | Palác sportu Křídla Sovětů, Moskva Návštěvnost: 1,500 |  |

| Report |

| 29. prosince 2000 18:30 | Česko | 4 – 2 (1–0, 2–1, 1–1) | USA | Palác sportu Křídla Sovětů, Moskva Návštěvnost: 1,300 |  |

| Report |

| 29. prosince 2000 18:30 | Kazachstán | 2 – 8 (1–0, 1–4, 0–4) | Švédsko | Viťaz aréna, Podolsk Návštěvnost: 1,500 |  |

| Report |

| 30. prosince 2000 15:00 | Slovensko | 7 – 0 (1–0, 3–0, 3–0) | Kazachstán | Palác sportu Křídla Sovětů, Moskva Návštěvnost: 700 |  |

| Report |

| 31. prosince 2000 13:00 | Česko | 5 – 0 (1–0, 1–0, 3–0) | Slovensko | Palác sportu Křídla Sovětů, Moskva Návštěvnost: 950 |  |

| Report |

| 31. prosince 2000 17:00 | USA | 3 – 1 (1–1, 1–0, 1–0) | Švédsko | Palác sportu Křídla Sovětů, Moskva Návštěvnost: 1,200 |  |

| Report |

### Skupina B
| Tým          | Z | V | P | R | VG | IG | B |
| ------------ | - | - | - | - | -- | -- | - |
| 1. Finsko    | 4 | 3 | 0 | 1 | 13 | 5  | 7 |
| 2. Rusko     | 4 | 2 | 1 | 1 | 19 | 8  | 5 |
| 3. Kanada    | 4 | 2 | 1 | 1 | 20 | 9  | 5 |
| 4. Švýcarsko | 4 | 1 | 2 | 1 | 12 | 15 | 3 |
| 5. Bělorusko | 4 | 0 | 4 | 0 | 2  | 29 | 0 |

| 26. prosince 2000 15:00 | Kanada | 9 – 0 (5–0, 1–0, 3–0) | Bělorusko | Malá sportovní hala Lužniki, Moskva Návštěvnost: 800 |  |

| Report |

| 26. prosince 2000 18:30 | Švýcarsko | 3 – 3 (0–2, 1–0, 2–1) | Rusko | Malá sportovní hala Lužniki, Moskva Návštěvnost: 6,300 |  |

| Report |

| 27. prosince 2000 18:30 | Švýcarsko | 2 – 3 (2–1, 0–0, 0–2) | Finsko | Malá sportovní hala Lužniki, Moskva Návštěvnost: 1,450 |  |

| Report |

| 27. prosince 2000 18:30 | Bělorusko | 1 – 12 (0–4, 1–4, 0–4) | Rusko | Viťaz aréna, Podolsk Návštěvnost: 4,500 |  |

| Report |

| 28. prosince 2000 18:30 | Finsko | 2 – 2 (0–1, 1–1, 1–0) | Kanada | Malá sportovní hala Lužniki, Moskva Návštěvnost: 2,100 |  |

| Report |

| 29. prosince 2000 15:00 | Bělorusko | 1 – 3 (0–1, 0–2, 1–0) | Švýcarsko | Malá sportovní hala Lužniki, Moskva Návštěvnost: 2,300 |  |

| Report |

| 29. prosince 2000 18:30 | Rusko | 3 – 1 (0–0, 1–0, 2–1) | Kanada | Malá sportovní hala Lužniki, Moskva Návštěvnost: 7,500 |  |

| Report |

| 30. prosince 2000 15:00 | Finsko | 5 – 0 (1–0, 3–0, 1–0) | Bělorusko | Malá sportovní hala Lužniki, Moskva Návštěvnost: 1,150 |  |

| Report |

| 31. prosince 2000 13:00 | Rusko | 1 – 3 (0–1, 0–2, 1–0) | Finsko | Malá sportovní hala Lužniki, Moskva Návštěvnost: 6,200 |  |

| Report |

| 31. prosince 2000 17:00 | Kanada | 8 – 4 (4–0, 2–0, 2–4) | Švýcarsko | Viťaz aréna, Podolsk Návštěvnost: 1,300 |  |

| Report |

### Skupina o udržení
| 2. ledna 2001 18:30 | Kazachstán | 2 – 5 (1–0, 1–1, 0–4) | Bělorusko | Viťaz aréna, Podolsk Návštěvnost: 3,850 |  |

| Report |

| 3. ledna 2001 18:30 | Bělorusko | 5 – 5 (1–1, 1–1, 3–3) | Kazachstán | Viťaz aréna, Podolsk Návštěvnost: 2,100 |  |

| Report |

 Kazachstán sestoupil do I. divize na Mistrovství světa juniorů v ledním hokeji 2002

### Play-off

#### Čtvrtfinále
| 2. ledna 2001 15:00 | Rusko | 2 – 3 (0–1, 1–1, 1–1) | Švédsko | Malá sportovní hala Lužniki, Moskva Návštěvnost: 7,300 |  |

| Report |

| 2. ledna 2001 15:00 | Česko | 4 – 3 (1–1, 1–2, 2–0) | Švýcarsko | Palác sportu Křídla Sovětů, Moskva Návštěvnost: 1,300 |  |

| Report |

| 2. ledna 2001 18:30 | Finsko | 3 – 1 (0–0, 2–0, 1–1) | Slovensko | Malá sportovní hala Lužniki, Moskva Návštěvnost: 1,050 |  |

| Report |

| 2. ledna 2001 18:30 | USA | 1 – 2 (1–1, 0–0, 0–1) | Kanada | Palác sportu Křídla Sovětů, Moskva Návštěvnost: 2,500 |  |

| Report |

#### O 5. až 8. místo
| 3. ledna 2001 15:00 | Rusko | 2 – 3 (0–1, 1–1, 1–1) | Švýcarsko | Palác sportu Křídla Sovětů, Moskva Návštěvnost: 2,500 |  |

| Report |

| 3. ledna 2001 18:30 | USA | 3 – 2 (1–1, 1–1, 1–0) | Slovensko | Palác sportu Křídla Sovětů, Moskva Návštěvnost: 600 |  |

| Report |

#### Semifinále
| 3. ledna 2001 15:00 | Česko | 1 – 0 (1–0, 0–0, 0–0) | Švédsko | Malá sportovní hala Lužniki, Moskva Návštěvnost: 2,500 |  |

| Report |

| 3. ledna 2001 18:30 | Kanada | 2 – 5 (0–1, 1–2, 1–2) | Finsko | Malá sportovní hala Lužniki, Moskva Návštěvnost: 1,950 |  |

| Report |

#### O 7. místo
| 5. ledna 2001 12:00 | Rusko | 4 – 3 (2–0, 1–1, 1–2) | Slovensko | Palác sportu Křídla Sovětů, Moskva Návštěvnost: 2,500 |  |

| Report |

#### O 5. místo
| 5. ledna 2001 16:00 | USA | 4 – 0 (1–0, 1–0, 2–0) | Švýcarsko | Palác sportu Křídla Sovětů, Moskva Návštěvnost: 1,000 |  |

| Report |

#### O 3. místo
| 5. ledna 2001 12:00 | Kanada | 2 – 1 P (0–1, 1–0, 0–0, 1–0) | Švédsko | Malá sportovní hala Lužniki, Moskva Návštěvnost: 1,750 |  |

| Report |

#### Finále
| 5. ledna 2001 16:00 | Česko | 2 – 1 (1–0, 1–1, 0–0) | Finsko | Malá sportovní hala Lužniki, Moskva Návštěvnost: 6,400 |  |

| Report |

### Nejproduktivnější hráči
| Hráč             | Národnost | Z | G | A | B  | TM |
| ---------------- | --------- | - | - | - | -- | -- |
| Pavel Brendl     | Česko     | 7 | 4 | 6 | 10 | 8  |
| Jani Rita        | Finsko    | 7 | 8 | 1 | 9  | 0  |
| Jon DiSalvatore  | USA       | 7 | 6 | 3 | 9  | 2  |
| Václav Nedorost  | Česko     | 7 | 4 | 5 | 9  | 0  |
| Andy Hilbert     | USA       | 7 | 4 | 5 | 9  | 6  |
| Jeff Taffe       | USA       | 7 | 6 | 2 | 8  | 6  |
| Zdeněk Blatný    | Česko     | 7 | 5 | 2 | 7  | 6  |
| Ville Hämäläinen | Finsko    | 7 | 4 | 3 | 7  | 0  |
| Jamie Lundmark   | Kanada    | 7 | 4 | 3 | 7  | 6  |
| Rostislav Klesla | Česko     | 7 | 3 | 4 | 7  | 4  |

### Brankáři
(Minimálně 90 odehraných minut)
| Hráč             | Národnost | Minuty | OG | POG  | SO | %    |
| ---------------- | --------- | ------ | -- | ---- | -- | ---- |
| Tomáš Duba       | Česko     | 420    | 8  | 1.14 | 2  | .947 |
| Rick DiPietro    | USA       | 360    | 8  | 1.33 | 1  | .927 |
| Ari Ahonen       | Finsko    | 358    | 8  | 1.34 | 1  | .933 |
| Maxime Ouellet   | Kanada    | 398    | 10 | 1.51 | 1  | .942 |
| Henrik Lundqvist | Švédsko   | 419    | 13 | 1.86 | 0  | .923 |

### Turnajová ocenění
|                            | Brankář    | Obránce          | Obránce          | Útočníci     | Útočníci     | Útočníci     |
| -------------------------- | ---------- | ---------------- | ---------------- | ------------ | ------------ | ------------ |
| Ceny direktoriátu IIHF     | Tomáš Duba | Rostislav Klesla | Rostislav Klesla | Pavel Brendl | Pavel Brendl | Pavel Brendl |
| All-Star Tým (podle médií) | Ari Ahonen | Rostislav Klesla | Tuukka Mäntylä   | Jason Spezza | Pavel Brendl | Jani Rita    |

## Soupisky nejlepších mužstev
Česko
Tomáš Duba, Lukáš Čučela, Rostislav Klesla, Libor Ustrnul, David Pojkar, Jan Výtisk, David Nosek, Jakub Čutta, Jan Chotěborský, Jakub Grof, Pavel Brendl, Václav Nedorost, Zdeněk Blatný, Radim Vrbata, Michal Sivek, Martin Erat, Patrik Moskal, Tomáš Plekanec, Ladislav Vlček, Lukáš Havel, Marek Tomica, Ivan Rachůnek
  Finsko
Ari Ahonen (B), Kari Lehtonen (B), Lasse Kukkonen, Olli Malmivaara, Tuukka Mäntylä, Tero Määttä, Janne Niskala, Markku Paukkunen, Harri Tikkanen, Juha-Pekka Hytönen, Ville Hämäläinen, Toni Koivisto, Mikko Koivu, Jouni Kulonen, Miro Laitinen, Toni Mustonen, Tuomas Pihlman, Jani Rita, Tuomo Ruutu, Teemu Sainomaa, Tony Salmelainen, Sami Venäläinen
  Kanada
Alex Auld (B), Maxime Ouellet (B), Jay Bouwmeester, Dan Hamhuis, Jay Harrison, Barret Jackman, Steve McCarthy, Mark Popovic, Nick Schultz, Brad Boyes, Michael Cammalleri, Dany Heatley, Jason Jaspers, Jamie Lundmark, Derek MacKenzie, David Morisset, Steve Ott, Brandon Reid, Jason Spezza, Jarret Stoll, Raffi Torres, Mike Zigomanis

## I. divize
I. divize byla hrána od 10. prosince do 16. prosince 2000 v Landsbergu, v Německu.

### Výsledky

#### Skupina A
| Tým         | Z | V | P | R | VG | IG | B |
| ----------- | - | - | - | - | -- | -- | - |
| 1. Ukrajina | 3 | 3 | 0 | 0 | 13 | 5  | 6 |
| 2. Norsko   | 3 | 1 | 1 | 1 | 8  | 7  | 3 |
| 3. Rakousko | 3 | 1 | 1 | 1 | 11 | 12 | 3 |
| 4. Polsko   | 3 | 0 | 3 | 0 | 7  | 15 | 0 |

#### Skupina B
| Tým         | Z | V | P | R | VG | IG | B |
| ----------- | - | - | - | - | -- | -- | - |
| 1. Francie  | 3 | 2 | 1 | 0 | 7  | 6  | 4 |
| 2. Německo  | 3 | 2 | 1 | 0 | 7  | 3  | 4 |
| 3. Lotyšsko | 3 | 1 | 1 | 1 | 9  | 12 | 3 |
| 4. Itálie   | 3 | 0 | 2 | 1 | 5  | 7  | 1 |

#### Finálové kolo
| Tým         | Z | V | P | R | VG | IG | B |
| ----------- | - | - | - | - | -- | -- | - |
| 1. Francie  | 3 | 2 | 1 | 0 | 4  | 9  | 4 |
| 2. Německo  | 3 | 2 | 1 | 0 | 8  | 5  | 4 |
| 3. Ukrajina | 3 | 1 | 2 | 0 | 6  | 7  | 2 |
| 4. Norsko   | 3 | 1 | 2 | 0 | 12 | 9  | 2 |

#### Skupina o udržení
| Tým         | Z | V | P | R | VG | IG | B |
| ----------- | - | - | - | - | -- | -- | - |
| 5. Rakousko | 3 | 2 | 0 | 1 | 16 | 11 | 5 |
| 6. Polsko   | 3 | 2 | 1 | 0 | 19 | 15 | 4 |
| 7. Itálie   | 3 | 0 | 1 | 2 | 10 | 14 | 2 |
| 8. Lotyšsko | 3 | 0 | 2 | 1 | 11 | 16 | 1 |

 Francie postoupila na Mistrovství světa juniorů v ledním hokeji 2002 a  Lotyšsko sestoupilo do II. divize MSJ 2002.

## II. divize
II. divize byla hrána od 30. prosince 2000 do 3. ledna 2001 v Elektrėnai, v Litvě.

### Výsledky

#### Skupina A
| Tým           | Z | V | P | R | VG | IG | B |
| ------------- | - | - | - | - | -- | -- | - |
| 1. Japonsko   | 3 | 3 | 0 | 0 | 26 | 4  | 6 |
| 2. Dánsko     | 3 | 2 | 1 | 0 | 22 | 13 | 4 |
| 3. Chorvatsko | 3 | 0 | 2 | 1 | 7  | 21 | 1 |
| 4. Maďarsko   | 3 | 0 | 2 | 1 | 10 | 27 | 1 |

#### Skupina B
| Tým               | Z | V | P | R | VG | IG | B |
| ----------------- | - | - | - | - | -- | -- | - |
| 1. Slovinsko      | 3 | 3 | 0 | 0 | 17 | 4  | 6 |
| 2. Litva          | 3 | 2 | 1 | 0 | 11 | 10 | 4 |
| 3. Velká Británie | 3 | 1 | 2 | 0 | 6  | 13 | 2 |
| 4. Estonsko       | 3 | 0 | 3 | 1 | 3  | 10 | 0 |

#### Zápasy o umístění
- Maďarsko 5-3  Estonsko
- Dánsko 4-5  Litva
- Chorvatsko 6-7  Velká Británie
- Japonsko 3-4  Slovinsko

 Slovinsko postoupilo do I. divize na MSJ 2002,  Estonsko sestoupilo do II. divize na MSJ 2002.

## III. divize
III. divize byla hrána od 1. do 4. ledna 2001 v Bělehradě, v Jugoslávii.

### Skupina A
| Tým           | Z | V | P | R | VG | IG | B |
| ------------- | - | - | - | - | -- | -- | - |
| 1. Španělsko  | 3 | 3 | 0 | 0 | 20 | 4  | 6 |
| 2. Jugoslávie | 3 | 2 | 1 | 0 | 20 | 9  | 4 |
| 3. Bulharsko  | 3 | 0 | 2 | 0 | 5  | 14 | 2 |
| 4. Mexiko     | 3 | 0 | 3 | 0 | 3  | 21 | 0 |

### Skupina B
| Tým           | Z | V | P | R | VG | IG | B |
| ------------- | - | - | - | - | -- | -- | - |
| 1. Nizozemsko | 3 | 3 | 0 | 0 | 30 | 3  | 6 |
| 2. Rumunsko   | 3 | 2 | 1 | 0 | 26 | 7  | 4 |
| 3. JAR        | 3 | 0 | 2 | 1 | 10 | 29 | 1 |
| 4. Austrálie  | 3 | 0 | 2 | 1 | 7  | 34 | 1 |

### Zápasy o umístění
- Mexiko 5-3  Austrálie
- Bulharsko 3-2  JAR
- Jugoslávie 3-5  Rumunsko
- Španělsko 1-6  Nizozemsko

 Nizozemsko postoupilo do II. divize MSJ 2002

## III. divize - kvalifikace
Hráno v Lucemburku, v Lucembursku od 26. do 28. dubna 2001.
| Tým            | Z | V | P | R | VG | IG | B |
| -------------- | - | - | - | - | -- | -- | - |
| 1. Island      | 2 | 2 | 0 | 0 | 26 | 3  | 4 |
| 2. Lucembursko | 2 | 1 | 1 | 0 | 12 | 6  | 2 |
| 3. Irsko       | 2 | 0 | 2 | 0 | 1  | 30 | 0 |

 Island se kvalifikoval do II. divize MSJ 2002